# 767년

## 연호
- 당(唐) 대력(大曆) 2년
- 일본(日本) 덴표진고(天平神護) 3년 / 진고케이운(神護景雲) 원년

## 기년
- 당(唐) 대종(代宗) 6년
- 신라(新羅) 혜공왕(惠恭王) 3년
- 발해(渤海) 문왕(文王) 31년